# Bahnhof Bungo

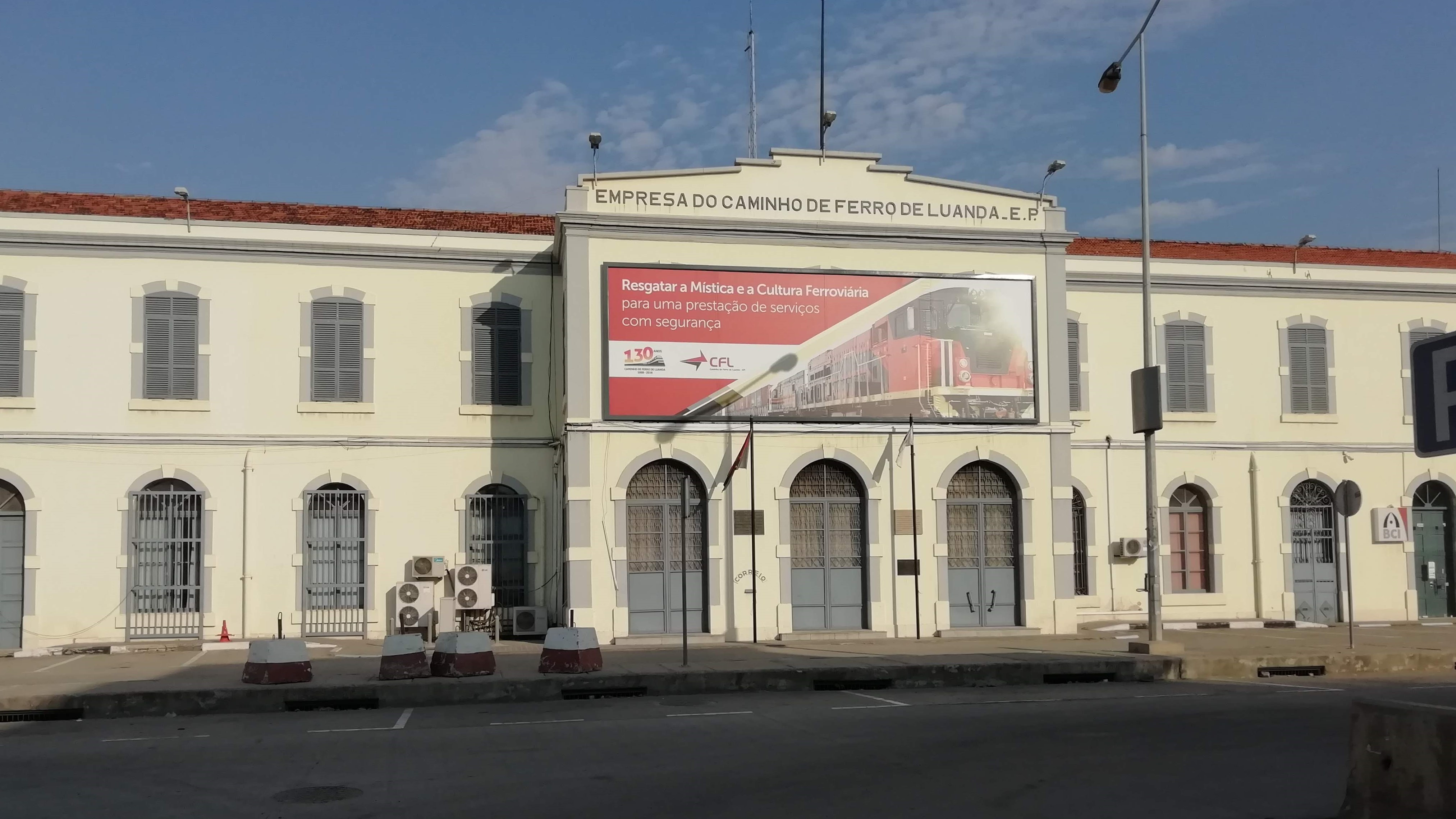
Bahnhof Bungo (2019)

Der Bahnhof Bungo (portugiesisch Estação do Bungo), auch als Hauptbahnhof von Luanda bezeichnet (portugiesisch Estação Central de Luanda), ist der zentrale Bahnhof der angolanischen Hauptstadt Luanda. Der 1889 eröffnete Bahnhof liegt am östlichen Rand des Stadtbezirks Ingombota nahe dem Hafen von Luanda an der Straße Rua Major Kanhangulo. Der Bahnhof bildet den Ausgangspunkt der Luandabahn (portugiesisch Caminho de Ferro de Luanda), es verkehren ausschließlich Züge im Vorortverkehr ins 60 Kilometer entfernte Catete. Der Fernverkehr der Luandabahn beginnt am Bahnhof Luanda Musseques.

## Geschichte

### Bau
1885 erhielt der portugiesische Unternehmer Alexandre Peres eine Konzession der Kolonialverwaltung für den Bau einer Eisenbahnstrecke von der Kolonialhauptstadt Luanda bis ins 288 Kilometer entfernte Pamba de Ambaca (heute Lucala). Peres versuchte den Bau über Anleihen zu finanzieren, was jedoch nicht ausreichte, sodass sich der Bau verzögerte, bis der portugiesische Staat mit einer Garantie einsprang. Die Bauarbeiten begannen 1886, die ersten 60 Kilometer – und damit auch der Bahnhof Bungo in der Kolonialhauptstadt Luanda – wurde 1889 eröffnet. Die Gesamtstrecke bis Pamba de Ambaca konnte erst 1899 eröffnet werden. Das private Unternehmen „Caminho de Ferro Através de África“ (CFFA) betrieb die Strecke.
Die Verlängerung der Strecke bis nach Malanje konnte die CFFA nicht finanzieren und gab die Konzession für die Verlängerung an den portugiesischen Staat zurück. Dieser nahm den Bau der Verlängerung daraufhin 1903 in die Hand, die Verlängerung nach Malanje ging 1908/09 in Betrieb. Die private CFFA und die staatlicherseits gegründete Companhia dos Caminhos de Ferro de Ambaca–Malanje (CCFAM) konnten sich nicht über einen gemeinsamen Betrieb einigen, sodass diese ihre jeweiligen Abschnitte separat betrieben. Erst mit der Verstaatlichung der CFFA im Zuge des Estado Novo wurde der Gesamtbetrieb der Bahnstrecke unter dem Namen Companhia dos Caminhos de Ferro de Luanda vereinheitlicht.
Die zunehmende Besiedelung der portugiesischen Kolonie ab 1940 führte zu einer Blütezeit der Bahnstrecke und zu einem regen Betrieb im Bahnhof Bungo. Die mit Dampflokomotiven betriebene Zweigstrecke vom Bahnhof Bungo in die zentrale Innenstadt Luandas („Cidade Alta“) wurde 1951 stillgelegt. Eine weitere Zweigstrecke entlang der Bucht von Luanda wurde 1957 ebenso eingestellt.

### Nach der Unabhängigkeit
Nach der Unabhängigkeit Angolas und dem aufkommenden Bürgerkrieg in dem Land verlor die Bahn an Bedeutung, ab 1984 war der Betrieb größtenteils eingestellt. Ab 1991 gab es erste Versuche eines regulären Betriebs. Ab 2001 begannen Sanierungsarbeiten auf der Strecke, seit steht der Bahnhof auch als Nationales Historisches Kulturgut unter Denkmalschutz. Seit 2010 gibt es wieder einen durchgehenden Bahnbetrieb vom Bahnhof Bungo bis Malanje. Im Jahr 2013 wurde der Bahnhof entkernt und Geschäfte, ein Café und sanitäre Anlagen installiert.
Es gab mehrere Pläne das Bahnhofsgebäude abzureißen oder zu modernisieren. Abgesehen vom Abriss des Lokschuppens sind jedoch keinerlei weitere Arbeiten vorangeschritten. Seit 2017 werden 60 Kilometer der Luandabahn ab dem Bahnhof Bungo zweigleisig ausgebaut, um in Zukunft Direkzüge zum im Bau befindlichen neuen Flughafen von Luanda zu ermöglichen.

## Verkehrsangebot
Vom Bahnhof Bungo verkehren ausschließlich Vorortverkehre über Luanda Musseques nach Catete (60 km). Die Fernverkehre nach Dondo und Malanje beginnen am Bahnhof Luanda Musseques.